# August Wilhelm Ernst von Hake
August Wilhelm Ernst von Hake (* 1764 in Petkus bei Dahme; † 21. Oktober 1842 in Dresden) war königlich sächsischer Generalmajor, Leiter der Musterinspektion und Mitglied der oberlausitzischen Gesellschaft der Wissenschaften.

## Herkunft
Seine Eltern waren Karl Gottfried von Hake (* 27. Juli 1717; † 5. Dezember 1776) und dessen dritte Ehefrau Frederike Wilhelmine von Holleufer (* 1722; † 28. Oktober 1788). Der sächsische Generalmajor Hermann Hans Bruno von Hake (1807–1880) war sein Neffe.

## Leben
Er kam 1777 in das sächsische Kadettenkorps und wechselte 1783 als Fähnrich in das Infanterieregiment Kurfürst. Sein Diensteifer fiel auf und er wurde bald Adjutant im Regiment. Während des Ersten Koalitionskrieges kämpfte er 1793 am Rhein. Im Vierten Koalitionskrieg kämpfte er als Brigadeadjutant auf Seiten der Franzosen bei der Belagerung von Danzig. In der folgenden Schlacht bei Friedland erwarb er den St. Heinrichs-Orden. Im Fünften Koalitionskrieg kommandierte er 1809 bereits ein Grenadierbataillon und kam anschließend 1810 als Oberstleutnant zur Verwaltung der Armee. Hier war er mit Anderen an der Reorganisation der Armee beteiligt. Er wurde 1812 Oberst und im folgenden Jahr Beobachter im Kreuzturm, während der Schlacht bei Dresden. Seine Meldungen gingen direkt in das Hauptquartier Napoleons. Seine Kenntnis der Umgebung und sein militärischer Verstand waren so hilfreich, dass er neben einer Belobigung auch das Kreuz der Ehrenlegion erhielt. Nach der Niederlage der Franzosen und der Besetzung von Sachsen durch die Alliierten hielt er seinem König die Treue. Nach der Rückkehr des Königs Friedrich August wurde er Mitglied der Friedensvollziehungkommission für die Militärangelegenheiten, sowie Präses der zur Organisation der medizinisch-chirurgischen Akademie in Dresden ernannten Kommission. Seine letzte bedeutende Tätigkeit war die Wiederbewaffnung der sächsischen Armee.
Der General beschäftigte sich nebenbei mit der vaterländischen Geschichte und baute eine bedeutende Bibliothek auf.

## Familie
Hake heiratete 1794 Auguste Frederike Christiane Charlotte von Tyroff genannt Weißzerling (* 4. Dezember 1765; † 24. Dezember 1850). Das Paar hatte mehrere Kinder:
- Karl Wilhelm Adolf (* 27. Mai 1795; † 16. Dezember 1874), Oberforstmeister ⚭ 1828 Elisabeth Henriette Charlotte von Oppell (* 29. November 1798; † 20. Oktober 1850)
- Heinrich Gustav Friedrich (* 16. Februar 1797; † 15. Dezember 1877) ⚭ Louise von Britzke (* 21. April 1813; † 15. Juni 1880)
- Charlotte Sophie Amalie (* 8. Mai 1799; † 9. Oktober 1869) Stiftsdame
- Albert Franz Anton (* 3. Juni 1800; † 4. Mai 1889), sächsischer Oberst ⚭ 1844 Ulrike Antonie von Muschwitz (* 17. Februar 1814)
- Otto Leopold Ernst (* 2. Januar 1805; † 4. Mai 1849), sächsischer Regierungsrat ⚭ 1837 Luise Ernestine Loose (* 20. Dezember 1811; † 29. Juli 1886)